# Los Pinos, Venustiano Carranza
Los Pinos är en ort i Mexiko.   Den ligger i kommunen Venustiano Carranza och delstaten Chiapas, i den sydöstra delen av landet, 800 km sydost om huvudstaden Mexico City. Los Pinos ligger 600 meter över havet och antalet invånare är 127.
Terrängen runt Los Pinos är kuperad österut, men västerut är den platt. Runt Los Pinos är det ganska glesbefolkat, med 35 invånare per kvadratkilometer. Närmaste större samhälle är Venustiano Carranza, 16,5 km nordväst om Los Pinos. Omgivningarna runt Los Pinos är en mosaik av jordbruksmark och naturlig växtlighet.